# Couche pour adulte
Une couche pour adulte est un produit semblable aux couches pour très jeunes enfants mais adapté aux corps et organismes des personnes adultes ou adolescentes. Ces couches peuvent être nécessaires pour les individus affectés par différents troubles, comme des diarrhées sévères, l'incontinence urinaire ou fécale ou anale, certains handicaps physiques ou mentaux (démence). Des nombreux modèles de couches existent (différentes tailles selon le tour de taille et le poids, et différentes capacités d'absorption, principalement affichés par des gouttes dessinées sur le paquet). Plus de 1,6 milliard de dispositifs absorbants (slips absorbants, protections anatomiques, couches droites et alèses absorbantes) ont été vendus en 2017 en France métropolitaine.
Jetable ou lavable, comme la couche-culotte pour bébé, la couche pour adulte est constituée de deux parties distinctes :
- une partie absorbante (grains de polymères superabsorbants qui ont remplacé la cellulose utilisée jusque dans les années 1980) et de cristaux anhydres (ou gel) pour les versions jetables, et de tissus de coton, de bambou ou de chanvre pour les versions réutilisables ;
- une partie imperméable constituée de matériaux plastiques, ou pour les versions réutilisables de tissu enduit de polyuréthane, de polyester ou de laine vierge.

Pour l'incontinence légère, il existe des protections droites et des protections anatomiques (en forme de coquille pour les hommes),

Pour l'incontinence modérée à lourde (3 changes par 24h), il existe des protections anatomiques, des changes complets et des slips absorbants pouvant absorpber de 500 à plus de 2 000 mL. Les protections anatomiques pour l'incontinence lourde, chez l'homme ou la femme sont souvent maintenues grâce à un slip filet. Les changes complets se fixent grâce à 2 adhésifs repositionnables sur les côtés ou s'attachent grâce à une ceinture qui fait le tour de taille ; des slips absorbants s'utilisent comme un sous-vêtement jetable. Dans les Ehpad et hôpitaux, la peau des personnes âgées, plus fragiles, est nettoyée au moment des changements de couche, pour limiter les risques de rougeurs, dermatites, voire escarres.

## Histoire
En France (situation de papy-boom) et dans de nombreux pays vieillissants, les personnes âgées représentent la majorité des personnes incontinentes ; et « la majorité des personnes jeunes présentant une incontinence légère à modérée ne porte pas de changes complets ».
Depuis les années 1960, des couches pour adultes souffrant d'Incontinence urinaire ou fécale, définitive ou temporaire, concernant des personnes dépendantes ou autonomes, sont disponibles, originellement utilisée dans les maisons de retraite et les hôpitaux. 
Des « couches d'incontinence » sont aussi utilisées dans des circonstances particulières (par exemple par les astronautes lors des longues sorties extra-véhiculaires).

## Statistiques
Selon les chiffres données par le syndicat professionnel Group'Hygiène et le lobby européen EDANA auditionnés par l'Anses : plus de 1,6 milliard de slips absorbants, protections anatomiques, couches droites et alèses absorbantes ont été vendus en 2017 en France métropolitaine, et ces chiffres étaient en augmentation régulière de 2013 à 2017 (augmentation dont la courbe est parallèle à celle de la démographie) . Selon ces représentants de la filière, « le marché des protections pour incontinence en France métropolitaine se répartit pour 35% entre les protections anatomiques pour incontinence légère, 24% pour les changes complets, 16% pour les slips absorbants, 14% pour les alèses, 9% pour les protections anatomiques (incontinence lourde) et 2% pour les couches droites ».
Selon l'Anses, en France, vers 2020, tous âges confondus, plus de 4 millions de personnes sont concernées par l'incontinence urinaire (dont au moins 2,6 millions de personnes de plus de 65 ans). La prévalence et la fréquence de l'incontinence urinaire sont mal connues car peu de personnes consultent pour ce motif, estimant qu'il s'agit d'une conséquence normale du vieillissement. On sait cependant que 10 à 60% des femmes sont concernées ; 10% des femmes de moins de 25 ans ont déjà présenté une incontinence temporaire ; une femme sur trois serait concernée après 70 ans. Certains auteurs estiment que c'est un problème majeur de santé publique, qui concerne environ 3 millions de françaises « dont une grande partie n'oserait pas en parler ou consulter (ce qui explique les difficultés d'évaluation statistique). Si les femmes sont plus souvent concernées, leurs incontinences son plus souvent légères, alors que chez l'homme, il s'agirait d'incontinences plus lourdes (Association française d'urologie, 2009). Le fait que les femmes ont une espérance de vie plus grande que les hommes explique en partie les différences de genre vis à vis de l'incontinence ».
Chez les hommes, l'incontinence débute généralement après 60 ans, avec des situations plus particulières (notamment liées à la pathologie prostatique et souvent iatrogène). 7 à 8% des hommes de 65 ans et plus de 28% des hommes de plus de 90 ans sont concernées. 90% des sujets avec une démence avérée présenteraient une incontinence urinaire permanente; 

## Types de couches pour adulte
Les fabricants proposent différents types de couches pour adulte, répondant à des besoins spécifiques, selon que la personne est autonome ou dépendante, alitée ou mobile, que l'incontinence est faible ou forte, et urinaire ou mixte, :
- Les changes-complets, également appelés couches-culottes, forment un slip ou une vraie culotte que l'on referme sur les côtés ou le devant avec des fixations autocollantes ou à scratch. Ce sont des couches adaptées à une incontinence forte ou mixte ;
- Les couches anatomiques forment une couche en forme de 8 à glisser dans une culotte de maintien ou une culotte imperméable en plastique. Ce sont des couches adaptées à une incontinence modérée, essentiellement urinaire ;
- Les pants sont des couches à enfiler comme des sous-vêtements. Ce sont des couches adaptées à une incontinence faible ou modérée urinaire. Certains modèles de pants pour enfants/adolescents peuvent aussi être adaptés aux adultes de petite ou moyenne corpulence ;
- Les couches droites, également appelées inserts, sont une couche rectangulaire à glisser dans une culotte imperméable en plastique. Elles sont adaptées à une incontinence urinaire faible. Il existe également des inserts traversables qui sont utilisés en supplément à l'intérieur des changes-complets pour renforcer leur absorption et diminuer la fréquence des changes.

Tous ces modèles existent également en couches lavables pour adulte.
Les couches pour adulte jetables sont pour certaines pourvues d'indicateurs qui changent de couleur au contact de l'humidité ou de l'urine, généralement une ligne jaune qui vire au bleu foncé. 
La majorité des couches pour adulte bénéficient des dernières avancées techniques issues des couches pour enfant, notamment les revêtements doux en non-tissé pour plus de discrétion, une épaisseur moindre avec une absorption renforcée, des barrières anti-fuites, mais aussi des composants anti-odeurs et/ou des parfums (que l'Anses recommande d'éviter). 
Chaque fabricant propose une marque de couche ayant ses propres spécificités, qui est déclinée en plusieurs modèles (du moins absorbant au plus absorbant) et en plusieurs tailles (généralement Small, Medium, Large).

## Législation
Les couches pour adulte sont des dispositifs médicaux, qui sont donc soumis à l'application des réglementations européenne et nationale relatives à ces dispositifs.

## Composition, sécurité sanitaire
En France : Après avoir rendu deux avis (Anses, 2018 et 2019) portant respectivement sur les protections intimes féminines et les couches à usage unique pour bébé, dans lesquelles ont été retrouvé des substances chimiques préoccupante, réglementées ou non, susceptibles de poser problème en particulier « par contact avec la peau et les muqueuses de la sphère urogénitale » ;  l'Anses a rendu public, le 26 février 2020, un nouveau rapport (Avis) de 130 pages sur la « Sécurité des couches pour incontinence », après avoir été saisie, le 2 mars 2018, par la Direction générale de la santé (DGS), la Direction générale de la concurrence, de la consommation et de la répression des fraudes (DGCCRF) afin d'« évaluer la sécurité des protections pour incontinence en matière de risques d'allergie, d'infection ou d'intolérance, et/ou liés à l'action chimique, par contact cutané ».
Selon l'ANSES : les matériaux macromoléculaires absorbant utilisés dans le couches appartiennent à deux familles :
1. des produits d'origine naturelle, d'origine cellulosique issus du bois, mais ayant subi un traitement chimique (blanchiment) ;
2. des matériau synthétique (polymères) ;

- de type polyoléfines (polyéthylènes et polypropylènes), et/ou
- de type polyacrylique (pour le super absorbant (SAP ou polyacrylate de sodium, aujourd'hui présent dans toutes les protections pour incontinence).

Ces deux types de polymères sont issus de procédés de fabrication qui diffèrent par la nature des amorceurs et/ou catalyseurs de polymérisation, dont on retrouve des traces dans le matériau fini.

En 2020, dans son troisième et dernier avis, après deux ans d'étude, l'Anses précise (p4) : 

« Il convient de noter que les auditions menées n'ont pas permis de connaître avec précision la nature des matériaux avec lesquels sont fabriquées les protections pour incontinence à usage unique, malgré les demandes de l'Anses. Le même manque d'information a été constaté pour la description des auxiliaires de fabrication comme les colles par exemple, ou les substances ajoutées intentionnellement (parfums, encres, etc.). Le statut de dispositif médical de classe I en auto-certification n'est pas une garantie suffisante pour connaître la composition exacte (nature précise des substances). »

Deux types de risques sont abordés par cette expertise :
1. les risques à court terme de pathologies cutanées provoquées par le port de protection pour incontinence, avec en premier lieu l'apparition de dermatites dites D.A.I. (acronyme de Dermatite Associée à l'Incontinence). Selon l'Anses, bien que la dermatite du siège soit très fréquente il y a eu peu d'études sur le sujet. En France, l'ANSES estime qu'en EHPAD, 7% des patients incontinents ont des dermatites, 42% des patients adultes âgés incontinents hospitalisés, et 50% des patients incontinents fécaux (de manière générale, les dermatites sont plus fréquentes avec l'incontinence fécale qu'avec l'incontinence urinaire ; et elles sont aggravées par une mauvaise prise en charge (changes peu fréquents, protections insuffisamment absorbantes, nettoyage limité ou agressif pour la peau, séchage insuffisant de la peau, changes occlusifs...)[1] ; le risque d'infection urinaire augmente aussi chez les utilisateurs de protections, notamment dans les institutions selon Omli et al. (2010).
2. les risques chimiques à long terme, liés à des produits intentionnellement utilisés par le fabricant ou à des contaminants déjà présent dans les matières utilisées ou provenant des machines ou de procédés de fabrication tels que le blanchiment ou le collage. « Aujourd'hui (2020), la cellulose utilisée dans ces produits n'est plus blanchie par du chlore élémentaire. Cependant, certains procédés utilisant des agents chlorés, comme par exemple le dioxyde de chlore, sont encore utilisés et peuvent être à l'origine de la formation de dioxines, furanes et PCB-DL » (UFC Que Choisir, 2019)[1]. La méthode de l'évaluation quantitative des risques sanitaires (EQRS) a été retenu par l'Anses[1].

## Principaux fabricants, lobbying
En France, le lobby qui défend les fabricants de couche est le Groupement français (syndicat professionnel) des fabricants de produits à usage unique pour l'hygiène, la santé et l'essuyage (dit GROUP'HYGIENE, créé en 1971). 
En Europe c'est l'European Disposables And Nonwovens Association (EDANA) qui joue ce rôle pour les entreprises du non-tissé, et leur propose certaines recommandations que les industriels adhérents s'engagent à suivre.